# Miskitos

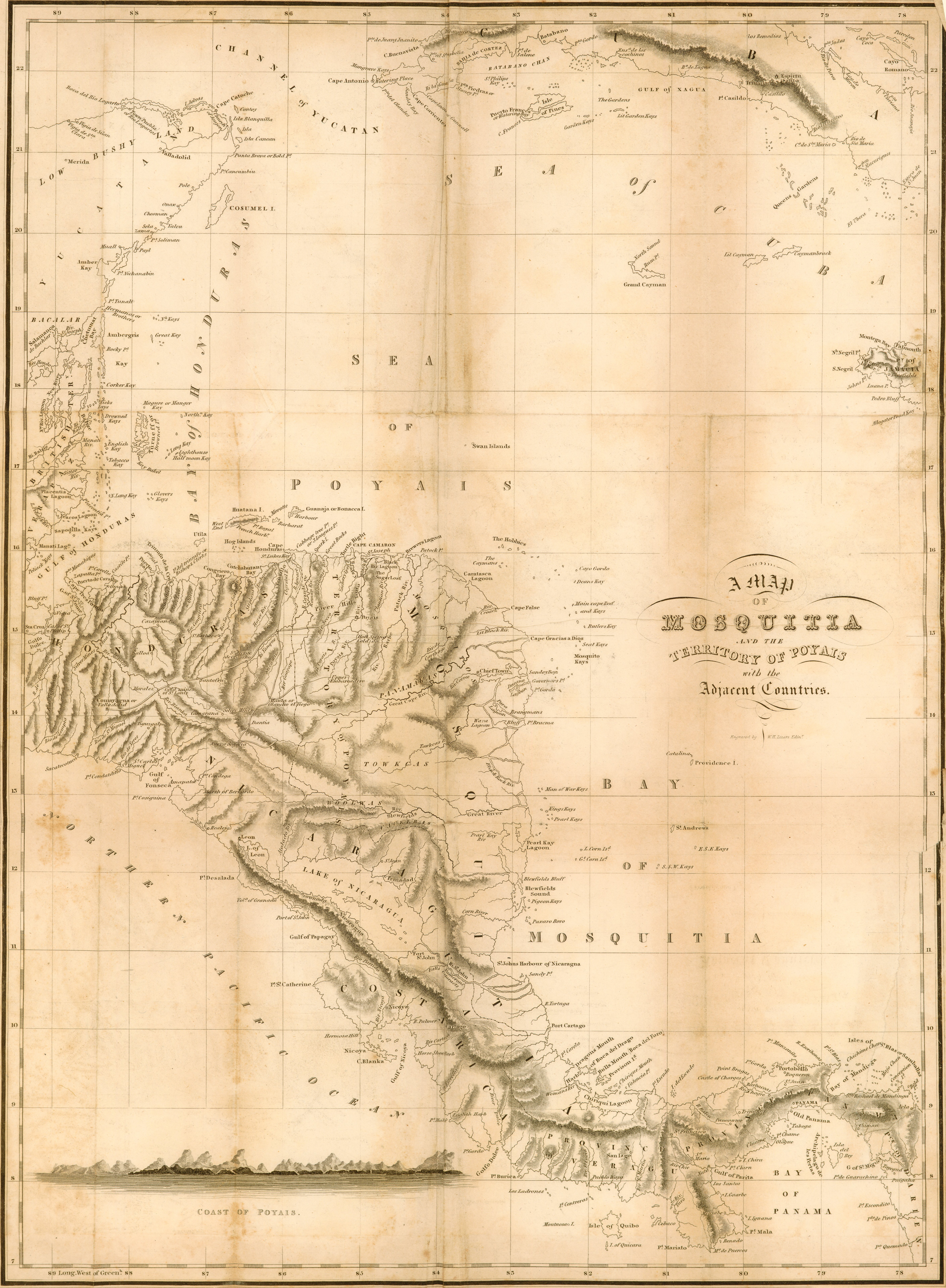
En vermell zona on viuen els miskito

Els miskito són un poble amerindi d'Amèrica Central. El seu territori s'estén des de cap Cameron, a Hondures, fins a Rio Grande, a Nicaragua. Tot i que existeix la llengua miskito molts parlen crioll miskito (a causa del seu contacte constant amb els britànics), castellà, rama i altres. La majoria són cristians. Actualment hi ha molt pocs miskitos de pura sang, ja que al llarg dels segles, els cimarrons s'han refugiat i barrejat amb ells. El seu territori és molt inaccessible i, per tant, no es van veure gaire afectats per la conquesta de l'Imperi Espanyol.

## Origen

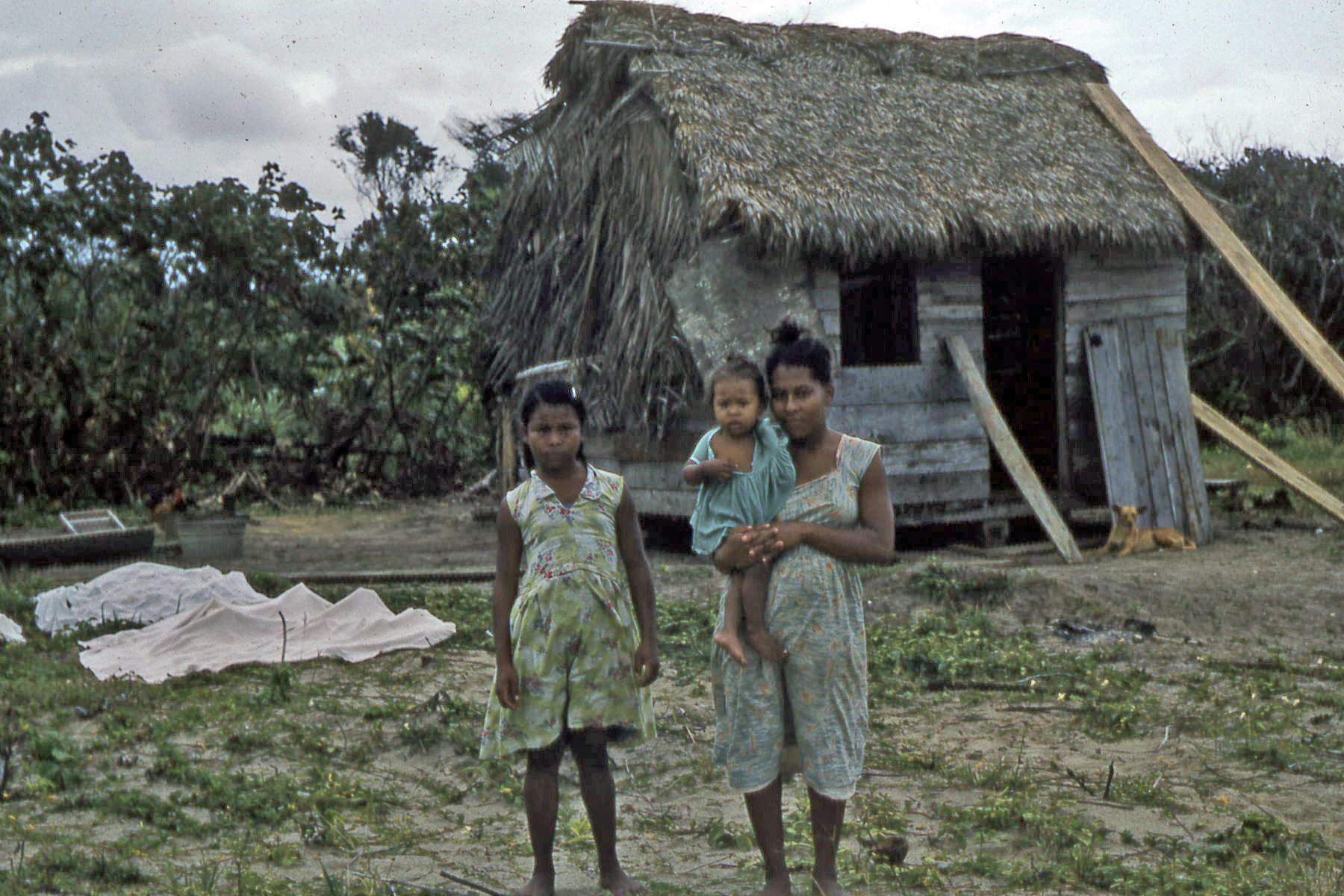
Llar miskito a la vora del riu Prinzapolka

Lorigen dels miskitos com a grup ètnic no és clar. Els miskitos mateixos i molts estudiosos consideren que sempre han estat miskitos. Alguns autors coincideixen que el poble miskito va sorgir en el segle xvii, d'una mescla social i biològica de bawinkes, tawahkes (sumos), africans i europeus.
En 1711, el Bisbe de Nicaragua va descriure així l'origen dels «Zambos i Misquitos»:
| « | L'any de 1641 es va perdre un navili carregat de negres en la costa del mar del nord i en la part entre la boca del riu San Juan, província de Nicaragua i la ciutat de Trujillo província d'Hondures... recollint-se la tercera part dels negres i els altres es van retirar i van aixoplugar entre les males herbes d'aquelles muntanyes ocupades per indis caribs que gelosos i rezelosos d'aquells nous hostes li van fer guerra molt crua; van vèncer amb el temps els negres als caribs, retirant-se aquests muntanya endins cap a les terres de Segovia i Chontales… els qui avui dia tenen fera enemistat amb ells... Amb les dones dels vençuts es van anar multiplicant els vencedors, i com que ja van morir aquells primers hostes es diuen avui els seus descendents zambos per ser fills de negres i d'indis. | » |

### Llengua

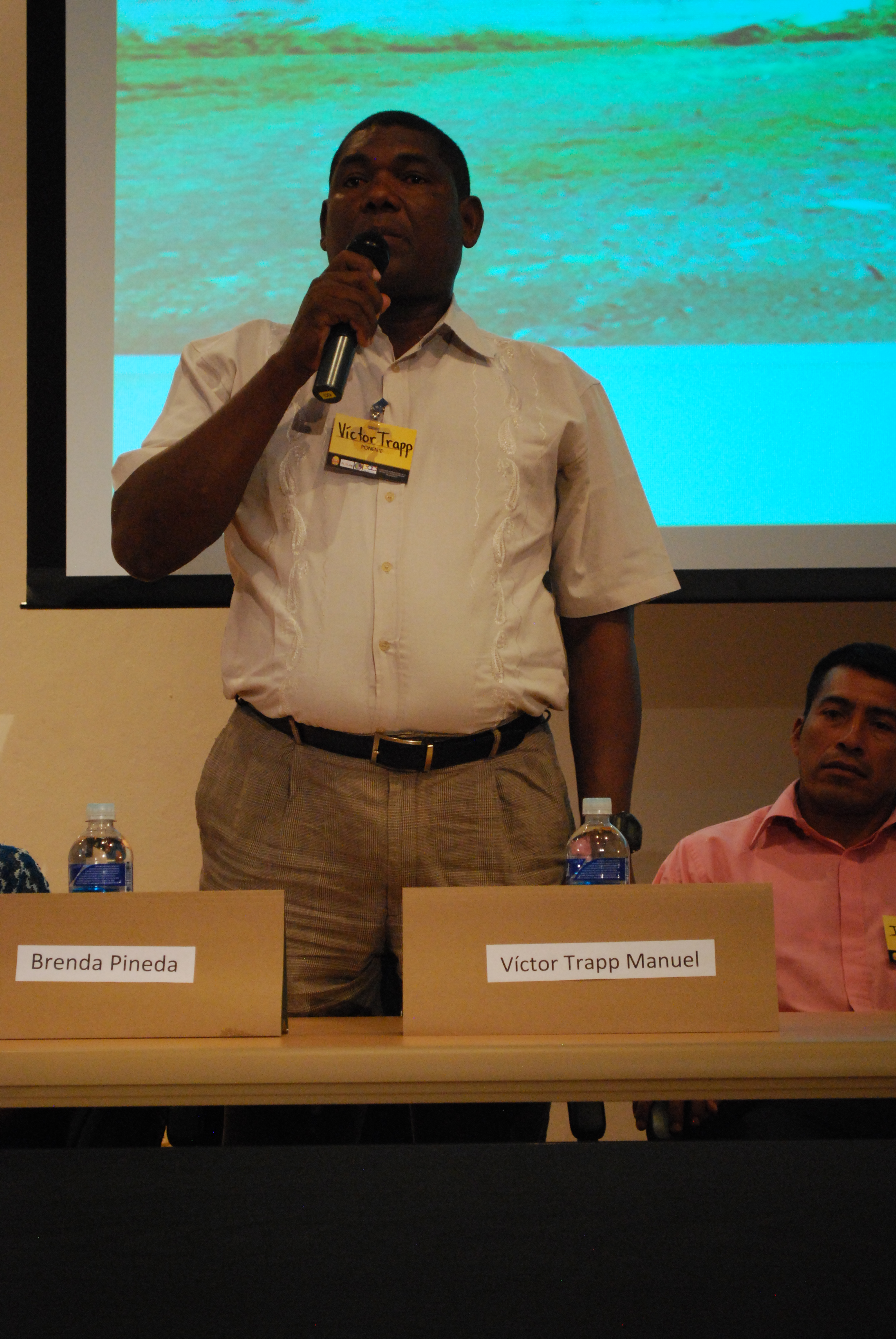
Victor Trappp Manuel representa al poble miskito a Hondures en un congrés a la Universitat Nacional Autònoma d'Hondures.

La majoria dels miskitos parlen el miskito, semblant al dialecte sumu bawihka del tawahka no obstant això, per a alguns experts les seves mínimes variants dialectals suggereixen un origen més recent del miskito; a més el dialecte dels miskitos té un nombre més gran d'estrangerismes, especialment de l'espanyol i de l'anglès i existeix alguna mostra, encara que lleu, d'influència africana. més de 68 mil persones parlen el crioll miskito basat en l'anglès caribeny i relacionat amb el crioll de Belize i el crioll de San Andrés.

### Religió
La majoria són cristians, pels missioners de la Germandat de Moràvia que van arribar a la regió en 1849.

## Política
La societat tradicional miskito té una estructura molt polititzada. Va existir la figura de rei però no comptava amb poder absolut, ja que l'havia de compartir amb un governador, un general i, cap al 1750, un almirall. La informació històrica sobre els reis sovint es veu enfosquida pel fet que molts d'aquests reis eren semimítics, i fins a 1687 no existeixen registres del primer rei confirmat, Jeremy I.
Aquest mètode permetia al poble miskito mantenir la seva independència durant el mandat espanyol i de les Províncies Unides de Centreamèrica. Així i tot van ser inclosos a Nicaragua en 1894.
A causa dels interessos econòmics dels britànics a Centreamèrica (especialment d'Hondures Britànica, avui anomenada Belize), els miskitos van ser capaços d'adquirir armes modernes. Els britànics també van crear a Nicaragua un país pensat pels miskitos. Els historiadors pensaven que els miskitos buscaven ser reconeguts com a britànics, i de fet les vestimentes europees eren comunes entre els miskitos i els britànics, fins i tot entre els reis miskitos. Aviat, unint exploradors miskitos i zambos van començar a atacar assentaments espanyols a Hondures, algunes vegades per rescatar miskitos esclavitzats abans que fossin enviats a Europa, però més sovint per esclavitzar altres indígenes (durant molt temps, els miskitos es consideraven superiors a altres tribus de la regió (kukres, ulwes, sumos i rames), als qui es referien com a salvatges), per vendre'ls als britànics per treballar a Jamaica. També esclavitzaven dones d'altres tribus. Aquestes incursions de pillatge van seguir molt temps després del cessament d'hostilitats entre britànics i espanyols.
Els colons espanyols van començar a arribar a les terres miskites en 1787, però els miskitos seguien dominant la regió a causa de la seva superioritat numèrica i a la seva experiència militar. Els miskitos mai es van sentir controlats pel govern nicaragüenc, i molts miskitos encara avui dia no es consideren nicaragüencs.

Bandera del Regne dels Misquitos

### Regne dels Miskitos
La Nació Miskita va arribar a ser un regne en algun moment abans de 1625. El primer rei del qual hi ha registres va ser Oldman ('Home Vell'), el fill d'un cap sense nom dels miskitos. El primer contacte amb els britànics es va produir durant el comandament del pare d'Oldman, qui el va enviar a Gran Bretanya on va ser rebut en audiència pel rei Carles I.
En 1740 el rei miskito i la corona britànica van segellar un Tractat d'Amistat i Aliança formal, seguit del nomenament d'un superintendent resident en 1749. Es va establir un protectorat en el regne miskito.
El regne dels miskitos va ajudar durant les guerres revolucionàries americanes atacant colònies espanyoles, i van aconseguir nombroses victòries al costat dels britànics. Així i tot, després de la signatura de la pau en 1783, els britànics van haver de cedir el control sobre la costa oriental (del Carib o atlàntica) de Nicaragua. El retir britànic va concloure a la fi de juny de 1787, encara que es va seguir mantenint un protectorat no oficial sobre el regne, sovint protegint els interessos dels miskitos davant de les agressions espanyoles.
A partir de mitjan segle xix, l'interès dels britànics per la regió va començar a decaure. El regne miskito va desaparèixer en 1894, any en què el govern de José Santos Zelaya va restablir el domini i sobirania de Nicaragua mitjançant l'anomenada Reincorporació de la Mosquitia, malgrat un intent de restablir-lo per part dels britànics al juliol d'aquest mateix any, però fou recuperat per Nicaragua a l'agost.

### Reis miskitos
- 1625 - 1687 - Oldman
- 1687 - 1718 Jeremy I, Rei de la Nació Misquita
- 1718 - 1729 S.M. Jeremy II, Rei de la Nació Misquita
- 1729 - 1739 S.M. Peter I, Rei de la Nació Misquita
- 1739 - 1755 S.M. Edward I, Rei de la Nació Misquita
- 1755 - 1776 S.M. George I, Rei de la Nació Misquita
- 1776 - 1801 Rey George II Frederic, Rei de la Nació Misquita
- 1801 - 1824 S.M. George Frederic Augustus I, Rei de la Nació Misquita
- 1824 - 1842 S.M. Robert Charles Frederic, Rei de la Nació Misquita
- 1842 - 1865 S.M. George Augustus Frederic II, Rei de la Nació Misquito
- 1865 - 1879 S.E. William Henry Clarence, Cap Hereditari dels Misquitos
- 1879 - 1888 S.E. George William Albert Hendy, Cap Hereditari dels Misquitos
- 1888 - 1889 S.E. Andrew Hendy, Cap Hereditari dels Misquitos
- 1889 - 1890 S.E. Jonathan Charles Frederick, Cap Hereditari dels Misquitos
- 1890 - 1908 S.E. Robert Henry Clarence, Cap Hereditari dels Misquitos
- 1908 - 1928 Robert Frederick, Hereu del regne de Mosquítia
- des del 1978 Norton Cuthbert Clarence Hereu del regne de Mosquítia